# Меттью Ґарбетт
Меттью Ґарбетт (англ. Matthew Garbett, нар. 13 квітня 2002, Лондон) — новозеландський футболіст, півзахисник нідерландського клубу «НАК Бреда» та національної збірної Нової Зеландії.

## Клубна кар'єра
Народився 13 квітня 2002 року в Лондоні у родині новозеландців, які невдовзі повернулися на батьківщині. Вихованець юнацьких команд футбольного клубу «Вестерн Сабарбс». У дорослому футболі дебютував 2017 року виступами за його основну команду, де провів один сезон, взявши участь у 30 матчах чемпіонату. 
Згодом з 2018 по 2020 рік провів по одній грі в оренді за «Істерн Сабарбс» та «Тім Веллінгтон».
На початку 2020 року перебрався до шведського клубу «Фалькенбергс ФФ».
Влітку 2021 року уклав трирічний контракт з італійським «Торіно», де провів наступні півтора роки виступаючи за молодіжну команду клубу.
У січні 2023 року був орендований нідерландським «НАК Бреда», який за декілька місяців скористався опцією викупу контракту новозеландця і уклав із ним дворічний контракт.

## Виступи за збірні
2019 року дебютував у складі юнацької збірної Нової Зеландії (U-17), загалом на юнацькому рівні взяв участь у 10 іграх, відзначившись 4 забитими голами.
З 2021 по 2024 рік захищав кольори олімпійської збірної Нової Зеландії. Був у її заявці на футбольний турнір  Олімпійських ігор 2020 року в Токіо, де двічі виходив на поле. Згодом був учасником футбольного турніру на Олімпійських іграх 2024 року в Парижі. Цього разу виходив на поле в усіх трьох іграх своєї команди, яка не подолала груповий етап турніру.
2021 року дебютував і в офіційних матчах за національну збірну Нової Зеландії.
| Дата       | Місто                   | Господарі          | Результат          | Гості          | Турнір            | Голи | Примітки |
| ---------- | ----------------------- | ------------------ | ------------------ | -------------- | ----------------- | ---- | -------- |
| 9-10-2021  | Ріффа                   | Нова Зеландія      | 2 – 1              | Кюрасао        | товариський матч  | -    | 67'      |
| 12-10-2021 | Ріффа                   | Бахрейн            | 0 – 1              | Нова Зеландія  | товариський матч  | -    | 74'      |
| 16-11-2021 | Абу-Дабі                | Нова Зеландія      | 2 – 0              | Гамбія         | товариський матч  | -    | 71'      |
| 18-3-2022  | Доха                    | Папуа Нова Гвінея  | 0 – 1              | Нова Зеландія  | Відбір до ЧС 2022 | -    |          |
| 21-3-2022  | Доха                    | Нова Зеландія      | 4 – 0              | Фіджі          | Відбір до ЧС 2022 | -    | 75'      |
| 24-3-2022  | Доха                    | Нова Зеландія      | 7 – 1              | Нова Каледонія | Відбір до ЧС 2022 | -    |          |
| 30-3-2022  | Доха                    | Соломонові Острови | 0 – 5              | Нова Зеландія  | Відбір до ЧС 2022 | 1    | 54'      |
| 5-6-2022   | Курналя-да-Льобрегат    | Перу               | 1 – 0              | Нова Зеландія  | товариський матч  | -    |          |
| 14-6-2022  | Ер-Раян (муніципалітет) | Коста-Рика         | 1 – 0              | Нова Зеландія  | Відбір до ЧС 2022 | -    | 60'      |
| 25-9-2022  | Окленд (Нова Зеландія)  | Нова Зеландія      | 0 – 2              | Австралія      | товариський матч  | -    |          |
| 23-3-2023  | Окленд (Нова Зеландія)  | Нова Зеландія      | 0 – 0              | КНР            | товариський матч  | -    | 31' 57'  |
| 26-3-2023  | Веллінгтон              | Нова Зеландія      | 2 – 1              | КНР            | товариський матч  | 1    |          |
| 16-6-2023  | Стокгольм               | Швеція             | 4 – 1              | Нова Зеландія  | товариський матч  | -    | 75'      |
| 19-6-2023  | Рітцинг                 | Катар              | 0 – 1              | Нова Зеландія  | товариський матч  | -    |          |
| 13-10-2023 | Мурсія                  | Нова Зеландія      | 1 – 1              | ДР Конго       | товариський матч  | -    | 62'      |
| 17-10-2023 | Лондон                  | Австралія          | 2 – 0              | Нова Зеландія  | товариський матч  | -    |          |
| 17-11-2023 | Афіни                   | Греція             | 2 – 0              | Нова Зеландія  | товариський матч  | -    | 71'      |
| 21-11-2023 | Дублін                  | Ірландія           | 1 – 1              | Нова Зеландія  | товариський матч  | 1    | 82'      |
| 22-3-2024  | Каїр                    | Єгипет             | 1 – 0              | Нова Зеландія  | товариський матч  | -    | 82'      |
| 26-3-2024  | Каїр                    | Нова Зеландія      | 0 – 0 (2 – 4 п.п.) | Туніс          | товариський матч  | -    | 82'      |
| Усього     |                         | Матчів             | 20                 |                | Голів             | 3    |          |